# 韋廷家族恩斯特系諸邦國
恩斯特系在1485年韋廷王朝分家後，繼承了薩克森選帝侯之位和王朝在圖林根的領地。在宗教戰爭期間，該分支逐漸傾向支持基督新教。最終，在1547年，薩克森選帝侯的職位和領地，被當時的神聖羅馬皇帝卡爾五世改封予阿爾貝系。

## 早期恩斯特系诸邦国
被废黜选侯之位的約翰·腓特烈一世得到了魏玛作为领地。于是他以魏玛为大本营，发展了他家族的力量。約翰·腓特烈一世于1554年去世，他的两个儿子瓜分了他的土地：
- 长子約翰·腓特烈成为萨克森-科堡-艾森纳赫公爵，约翰·腓特烈二世死后，其土地又被两个儿子瓜分，但两个儿子都没有子嗣，1638年领地为萨克森-阿尔滕堡及萨克森-魏玛瓜分。
- 次子约翰·威廉成为萨克森-威玛公爵。约翰·威廉的孙子们也瓜分了他的土地：
  - 約翰·菲利普得到了他父亲于1573年分得的阿尔滕堡，他没有子嗣，萨克森-阿尔滕堡被约翰·菲力普的弟弟腓特烈·威廉二世继承；腓特烈·威廉二世的兒子没有子嗣，1672年领地为萨克森-哥达及萨克森-魏玛瓜分。
  - 約翰·恩斯特一世得到了他父亲于1602年分得的魏玛，他也没有子嗣，魏玛在1620年被约翰·恩斯特一世的弟弟「伟大的」威廉继承，“伟大的”威廉的後代還把他的王朝一直延续到1918年德意志帝國灭亡；
  - 阿尔布雷希特（约翰·恩斯特一世的弟弟）得到了艾森纳赫，但没有子嗣的他1644年去世后领地为萨克森-哥达及萨克森-魏玛瓜分。
  - 子嗣最多的「虔诚者」恩斯特一世（约翰·恩斯特一世的弟弟）得到了最广大的领地，开创了萨克森-哥达公国，在他去世後的第五年，即1680年，7个儿子瓜分了他的土地，后来发展为萨克森-哥达-阿尔滕堡、萨克森-迈宁根、萨克森-希尔德布格豪森、萨克森-科堡、萨克森-萨费尔德、萨克森-勒姆希尔德、萨克森-艾森貝格等诸多邦国。
    - 萨克森-勒姆希尔德公爵没有子嗣，1710年领地为萨克森-哥达-阿尔滕堡、萨克森-迈宁根、萨克森-希尔德伯格豪森及萨克森-科堡-萨费尔德瓜分。
    - 萨克森-艾森貝格公爵没有子嗣，多人爭奪其领地，1735年萨克森-哥达-阿尔滕堡得到此领地。
    - 萨克森-科堡公爵没有子嗣，领地於1699年併入萨克森-萨费尔德，萨克森-萨费尔德更名萨克森-科堡-萨费尔德。

## 19世纪的恩斯特系诸邦国
维也纳和会后，萨克森-魏玛-艾森纳赫升为大公国，萨克森-哥达-阿尔滕堡、萨克森-迈宁根、萨克森-希尔德布格豪森、萨克森-科堡-萨尔费尔德成为德意志邦联下的独立公国，圖林根地区成为了德意志王侯的集散地。1817年，萨克森-科堡-萨尔费尔德公爵恩斯特三世娶了萨克森-哥达-阿尔滕堡公爵奥古斯特的独生女路易丝。1825年，奥古斯特的弟弟腓特烈四世去世，萨克森-哥达-阿尔滕堡男系灭绝，恩斯特系诸邦国最后一次重新划分：萨克森-科堡-萨尔费尔德公爵恩斯特三世得到了哥达并更名萨克森-科堡-哥达；希尔德布格豪森为萨克森-迈宁根公爵博恩哈德二世所有；作为交换萨克森-希尔德布格豪森公爵弗里德里希得到阿尔滕堡，改称萨克森-阿尔滕堡公爵。

## 一战后的恩斯特系诸邦国
1918年，德意志帝國灭亡，仅存的恩斯廷系诸邦国的四位君主都被推翻。萨克森-魏玛-艾森纳赫末代大公威廉·恩斯特于11月9日被迫退位；萨克森-迈宁根末代公爵博恩哈德三世在第二天被废；11月13日，萨克森-阿尔滕堡的恩斯特二世步了远方堂兄弟们的后尘；11月18日，萨克森-科堡-哥达公爵卡爾·愛德華被工人士兵国会废黜。

## 恩斯特系诸邦国存在时间列表
- 萨克森-阿尔滕堡 (Sachsen-Altenburg) 1603年-1672年，1826年-1918年
- 萨克森-科堡 (Sachsen-Coburg) 1596年-1633年，1681年-1699年
- 萨克森-科堡-艾森纳赫 (Sachsen-Coburg-Eisenach) 1572年-1596年
- 萨克森-科堡-萨尔费尔德 (Sachsen-Coburg-Saalfeld) 1735年-1826年
- 萨克森-艾森贝格 (Sachsen-Eisenberg) 1680年-1707年
- 萨克森-科堡-哥达 (Sachsen-Coburg und Gotha) 1826年-1918年
- 萨克森-艾森纳赫 (Sachsen-Eisenach) 1596年-1638年，1640年-1644年，1672年-1741年
- 萨克森-哥达 (Sachsen-Gotha) 1640年-1680年
- 萨克森-哥达-阿尔滕堡 (Sachsen-Gotha-Altenburg) 1681年-1826年
- 萨克森-希尔德布格豪森 (Sachsen-Hildburghausen) 1680年-1826年
- 萨克森-耶拿 (Sachsen-Jena) 1672年-1690年
- 萨克森-马克苏尔 (Sachsen-Marksuhl) 1662年-1672年
- 萨克森-迈宁根 (Sachsen-Meiningen) 1681年-1918年
- 萨克森-勒姆希尔德 (Sachsen-Römhild) 1680年-1710年
- 萨克森-萨尔费尔德 (Sachsen-Saalfeld) 1680年-1735年
- 萨克森-魏玛 (Sachsen-Weimar) 1572年-1741年
- 萨克森-魏玛-艾森纳赫 (Sachsen-Weimar-Eisenach) 1741年-1918年